# Gurus del sikhisme
Els gurus del sikhisme van ser cadascun dels primers 10 líders del sikhisme, els únics que van portar el títol de guru (‘mestre’ en sànscrit). El primer mestre va ser el Guru Nanak Dev Ji, qui abans de la seva mort (esdevinguda en 1539) va començar la tradició que permetria al guru nomenar al seu successor. Amb el temps, el guru dels sikhs va esdevenir no només un líder espiritual sinó també militar. El 1708, el Guru Gobind Singh Ji va transferir la seva autoritat a l'escriptura sagrada dels sikhs, el Guru Granth Sahib Ji.
| Nom | Nom                        |
| --- | -------------------------- |
| 1   | Guru Nanak Dev Ji          |
| 2   | Guru Angad Dev Ji          |
| 3   | Guru Amar Das Ji           |
| 4   | Guru Ram Das Ji            |
| 5   | Guru Arjan Dev Ji          |
| 6   | Guru Hargobind Sahib Ji    |
| 7   | Guru Har Rai Sahib Ji      |
| 8   | Guru Harkrishan Sahib Ji   |
| 9   | Guru Tegh Bahadur Sahib Ji |
| 10  | Guru Gobind Singh Ji       |
| 11  | Guru Granth Sahib Ji       |